# Yorkville (comté d'Oneida, New York)
Pour les articles homonymes, voir Yorkville.
Yorkville est un village du comté d'Oneida, dans l'État de New York, aux États-Unis,. En 2010, il comptait une population de 2 675 habitants.

## Démographie
Lors du recensement de 2010, le village comptait une population de 2 675 habitants. Elle est estimée, en 2019, à 2 568 habitants.